# Donna Burke
Donna Margaret Burke (* 16. August 1954 in New York, New York) ist eine ehemalige US-amerikanische Rennrodlerin.
Burke begann 1977 mit dem Rennrodeln. 1979 gewann sie die US-amerikanischen Meisterschaften und qualifizierte sich daraufhin für die Olympischen Winterspiele 1980 in Lake Placid. Dort belegte sie nach vier Läufen den 17. Platz.
Burke besuchte die Amherst Regional High School in Massachusetts, wo sie als Hürdenläuferin aktiv war. Am Greendfield Community College spielte sie Volleyball und studierte Kunst und Fernsehtechnik. Später zog sie nach Lake Placid und arbeitete als freischaffende Künstlerin.